# Witzighausen

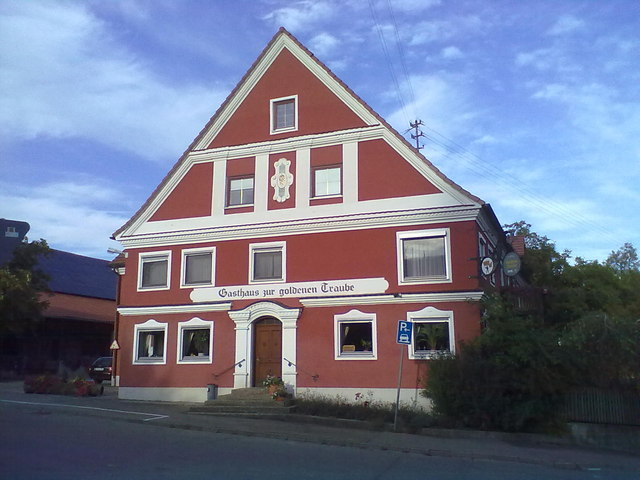
Gasthof

Witzighausen ist ein Stadtteil der Stadt Senden im bayerischen Landkreis Neu-Ulm.

## Geographie
Das Pfarrdorf Witzighausen ist der östlichste Stadtteil von Senden. Im Westen von Witzighausen verläuft die Autobahn A 7. Im Westen grenzt Witzighausen an den Stadtteil Wullenstetten, im Norden an Hittistetten, im Süden an Vöhringen und dessen Stadtteil Illerberg und im Osten an Weißenhorn.

## Geschichte
Erstmals geschichtlich erwähnt wurde Witzighausen im Jahr 1336, als Güter zu Wiczishausen an die Pfarrkirche Ulm gegeben wurden. Der Ort gehörte zur Grafschaft Kirchberg-Wullenstetten.
1481 stifteten die Kirchberger eine Kaplanei an der Kapelle zu Witzighausen. Der Bau der Wallfahrtskirche Mariä Geburt wurde 1733 begonnen und mit der Erhöhung des Kirchturms 1860 abgeschlossen. Das angrenzende Pfarrhaus wurde 1794 fertiggestellt. Bis 1865 war Witzighausen Teil der Pfarrei Aufheim, danach wurde es eine eigene Pfarrei. Heute ist Witzighausen Teil der Pfarreiengemeinschaft Wullenstetten.
Von 1878 bis 1966 hatte Witzighausen einen Bahnhof an der Bahnstrecke Senden-Weißenhorn. Seit 2013 gibt es auf der Strecke wieder Personenverkehr zwischen Ulm und Weißenhorn. Im Zuge der Modernisierung der Strecke wurde in Witzighausen ein neuer Bahnhalt errichtet. Das denkmalgeschützte ursprüngliche Bahnhofsgebäude beherbergt heute die Freiwillige Feuerwehr Witzighausen sowie Privatwohnungen.
Wichtigster Industriezweig in Witzighausen waren die im 19. Jahrhundert gegründeten Ziegeleien.

## Bauwerke
In der Liste der Baudenkmäler in Senden (Bayern) sind für Witzighausen sechs Baudenkmale aufgeführt, darunter:
- die katholische Pfarr- und Wallfahrtskirche Mariä Geburt
- das katholische Pfarrhaus

## Vereine
- Schützenverein Adler Hittistetten-Witzighausen: Vorläufer des Vereins wurden bereits 1908 gegründet. Die Schießanlagen des Vereins sind im Keller der 1996 gebauten Gemeinschaftshalle untergebracht.
- TTC Witzighausen 1960: Der Sportverein hat heute rund 350 Mitglieder. Es gibt zwei Abteilungen: Tischtennis und Freizeitsport. Seit 1992 veranstaltet der TTC gemeinsam mit der Freiwilligen Feuerwehr das jährlich stattfindende Dorffest Witzighausen.
- Freiwillige Feuerwehr Witzighausen: Sie sorgt seit ihrer Gründung am 1. März 1875 für den abwehrenden Brandschutz und die allgemeine Hilfe.